# Zig Ziglar
Hilary Hinton "Zig" Ziglar (6 de noviembre de 1926 - 28 de noviembre de 2012) fue un escritor, vendedor, y orador motivacional estadounidense.

## Biografía
Zig Ziglar nació en el condado de Coffee, al sureste de Alabama y sus padres fueron John Silas Ziglar y Lila Wescott Ziglar. Fue el décimo de doce hijos.
En 1931, cuando Ziglar tenía cinco años, su padre aceptó un puesto directivo en una granja de Misisipi, y su familia se mudó a Yazoo City, donde pasó la mayor parte de su infancia. Al año siguiente, su padre murió de un derrame cerebral, y su hermana menor murió dos días después.
En 1944, conoció a su esposa, Jean, en la ciudad capital de Jackson, Mississippi; tenía diecisiete años y ella tenía dieciséis años. Se casaron a finales de 1946.
Ziglar, que había estado sufriendo de neumonía, murió a la edad de ochenta y seis años en un hospital en Dallas, en el suburbio de Plano, el 28 de noviembre de 2012.